# Pseudophysocephala microvena
Pseudophysocephala microvena är en tvåvingeart som först beskrevs av Enrico Adelelmo Brunetti 1925.  Pseudophysocephala microvena ingår i släktet Pseudophysocephala och familjen stekelflugor.
Artens utbredningsområde är Malawi. Inga underarter finns listade i Catalogue of Life.